# آرآراس دیسکاوری (۱۹۶۲)
آرآراس دیسکاوری (۱۹۶۲) (به انگلیسی: RRS Discovery (1962)) یک کشتی است که طول آن 90.0 m می‌باشد. این کشتی در سال ۱۹۶۲ ساخته شد.